# 洛根 (阿肯色州)
洛根（英語：Logan）是位於美國阿肯色州本頓縣的一個非建制地區。該地的面積和人口皆未知。

## 地理
洛根的座標為36°12′03″N 94°23′15″W / 36.20083°N 94.38750°W，而該地的平均海拔高度為318米（即1043英尺）。